# Королівські коштовності
«Королівські коштовності» (швед. Kronjuvelerna) — драматична стрічка 2011 року з Алісією Вікандер, Біллом Скашгордом і Лоа Фалькманом у головних ролях.

## Сюжет
Молоду дівчину з бідної родини Фрагнасію заарештовують через звинувачення в вбивстві Рікарда Перссона, сина впливового власника фабрики з виробництва взуття. Під час її допиту з'ясовується її дивовижна історія життя починаючи від народження і до фатальної ночі.

## У ролях
| Актор               | Роль                |
| ------------------- | ------------------- |
| Алісія Вікандер     | Фрагнасія Фернандес |
| Білл Скашгорд       | Рікард Перссон      |
| Лоа Фалькман        | власник фабрики     |
| Александра Рапапорт | Маріанна Фернандес  |
| Бйорн Густафссон    | Петтерссон-Йонссон  |
| Наталі Мінневік     | Белінда             |
| Єспер Ліндбергер    | Єсус Фернандес      |
| Timbuktu            | Реммі               |
| Нур Ель-Рефай       | акушерка            |

## Створення фільму

### Виробництво
Зйомки фільму проходили в Литві, зокрема в будинку Союзу письменників Литви в Вільнюсі.

### Знімальна група
- Кінорежисер — Елла Лемгаген
- Сценарист — Каріна Даль, Елла Лемгаген
- Кінопродюсер — Ларс Бломгрен, Томас Мікаельссон, Габія Сорбіте
- Композитор — Фредрік Емільсон
- Кінооператор — Андерс Богман
- Кіномонтаж — Томас Лагерман
- Художник-постановник — Роджер Розенберг
- Артдиректор — Раймондас Дічюс
- Художник-костюмер — Моа Лі Лімгаген Шалін
- Підбір акторів — Сара Тернквіст, Меггі Відстранд[4]

## Сприйняття

### Критика
Фільм отримав змішані відгуки. На сайті Rotten Tomatoes оцінка стрічки становить 48 % від глядачів із середньою оцінкою 3,1/5 (105 голосів). Фільму зарахований «розсипаний попкорн» від глядачів, Internet Movie Database — 5,9/10 (2 353 голоси).

### Номінації та нагороди
| Нагороди та номінації фільму «Королівські коштовності» | Нагороди та номінації фільму «Королівські коштовності» | Нагороди та номінації фільму «Королівські коштовності» | Нагороди та номінації фільму «Королівські коштовності» | Нагороди та номінації фільму «Королівські коштовності» | Нагороди та номінації фільму «Королівські коштовності» |
| Рік                                                    | Кінофестиваль/кінопремія                               | Категорія/нагорода                                     | Номінант                                               | Результат                                              |                                                        |
| ------------------------------------------------------ | ------------------------------------------------------ | ------------------------------------------------------ | ------------------------------------------------------ | ------------------------------------------------------ | ------------------------------------------------------ |
| 2012                                                   | Берлінський міжнародний кінофестиваль                  | Generation 14plus: Особлива згадка                     | Елла Лемгаген                                          | Перемога                                               |                                                        |
| 2012                                                   | Берлінський міжнародний кінофестиваль                  | Generation 14plus: Найкращий фільм                     | Елла Лемгаген                                          | Номінація                                              |                                                        |
| 2012                                                   | «Золотий жук»                                          | Найкращий дизайн костюмів                              | Моа Лі Лімгаген Шалін                                  | Перемога                                               |                                                        |
| 2012                                                   | «Золотий жук»                                          | Найкращий дизайн декорацій                             | Роджер Розенберг                                       | Перемога                                               |                                                        |
| 2012                                                   | «Золотий жук»                                          | Найкращі візуальні ефекти                              | Гокан Бломдаль, Тор-Бйорн Олссон                       | Перемога                                               |                                                        |
| 2012                                                   | «Золотий жук»                                          | Найкраща музика                                        | Фредрік Емільсон                                       | Номінація                                              |                                                        |